# Superman (película de 2025)
Superman es una película de superhéroes estadounidense basada en DC Comics y protagonizada por el personaje del mismo nombre. Producida por DC Studios y distribuida por Warner Bros. Pictures, es la primera película del Universo DC (DCU) y un reinicio de la serie de películas Superman. La película está escrita y dirigida por James Gunn y está protagonizada por David Corenswet como Clark Kent/Superman, junto a Rachel Brosnahan, Nicholas Hoult, Edi Gathegi, Anthony Carrigan, Nathan Fillion, Isabela Merced, Skyler Gisondo, Sara Sampaio, María Gabriela de Faría, Wendell Pierce, Alan Tudyk, Pruitt Taylor Vince, y Neva Howell. En la película, se explora el viaje de Superman para reconciliar su herencia alienígena con su familia humana.
El desarrollo de una secuela de la película del Universo extendido de DC (DCEU) El hombre de acero (2013) comenzó en octubre de 2014, con Henry Cavill listo para repetir su papel de Superman. Los planes cambiaron después de la problemática producción de La Liga de la Justicia (2017) y la secuela de El hombre de acero ya no avanzaba en mayo de 2020. Gunn comenzó a trabajar en una nueva película de Superman alrededor de agosto de 2022. En octubre, se convirtió en codirector ejecutivo de DC Studios con el productor Peter Safran y comenzaron a trabajar en un nuevo Universo DC. Se reveló que Gunn estaba escribiendo la película en diciembre. El título Superman: Legacy se anunció el mes siguiente, se confirmó que Gunn dirigiría en marzo de 2023 y Corenswet y Brosnahan fueron elegidos en junio. El subtítulo se abandonó a fines de febrero de 2024, cuando comenzó el rodaje en Noruega. La producción se llevó a cabo principalmente en Trilith Studios en Atlanta, Georgia, con rodajes en locaciones alrededor de Georgia y Ohio. El rodaje terminó en julio. La película se inspira en el cómic All-Star Superman (2005-2008) de Grant Morrison y Frank Quitely, entre otros.
Superman se estrenó en el TCL Chinese Theater el 7 de julio de 2025 y Warner Bros. Pictures la estrenó en Estados Unidos el 11 de julio. Es la primera película del Capítulo uno: Dioses y monstruos del Universo DC (DCU). La película recibió críticas generalmente positivas y ha recaudado 596,0 millones de dólares en todo el mundo, lo que la convierte en la séptima película más taquillera de 2025.

## Argumento
Treinta años atrás, Jor-El (Bradley Cooper) y Lara Lor-Van (Angela Sarafyan) envían a la Tierra a su hijo Kal-El (David Corenswet) para que pueda escapar de la destrucción de su planeta Krypton. Criado como Clark Kent por sus padres adoptivos humanos, Jonathan Kent (Pruitt Taylor Vince) y Martha Kent (Neva Howell), en Smallville, Kansas, el kryptoniano obtiene increíbles poderes del Sol. De adulto, inspirado en el heroísmo del mensaje de despedida de Jor-El y Lara, que se dañó durante su viaje de Krypton a la Tierra, Clark debuta como Superman, el metahumano más poderoso de la Tierra, mientras mantiene su trabajo en Metrópolis como reportero del periódico Daily Planet junto a Jimmy Olsen (Skyler Gisondo) y Lois Lane (Rachel Brosnahan), esta última en una relación con Clark y consciente de su identidad secreta.
En la actualidad, Superman detiene una invasión de Boravia, aliado de Estados Unidos, al país vecino de Jarhanpur. Tras este suceso, el multimillonario Lex Luthor (Nicholas Hoult) le asegura al general Rick Flag Sr. (Frank Grillo) y a otros miembros del gobierno estadounidense, quienes se preguntan si Superman podría ser una amenaza, que él puede matar al kryptoniano si es necesario. Superman pierde su primera pelea contra el misterioso «Martillo de Boravia», quien en realidad es Ultraman (David Corenswet) disfrazado, alegando su participación en la guerra como motivo de sus acciones. Sin embargo, sin que el mundo lo sepa, Ultraman trabaja para Luthor, quien lo controla mediante drones. El perro Krypto luego lleva al herido Superman a la Fortaleza de la Soledad en la Antártida, donde el héroe es curado con radiación solar concentrada.
Mientras Superman trabaja en el Daily Planet bajo su identidad civil de Clark, Luthor viaja a la Antártida e invade en secreto la Fortaleza junto con sus secuaces, Ultraman y la Ingeniera (María Gabriela de Faría), y tras dañar considerablemente a los robots asistentes del héroe y a Krypto, logra robar el mensaje de despedida de Jor-El y Lara, además de descodificarlo en su totalidad, llevándose también al perro como rehén.
Mientras que Superman y sus compañeros héroes de la Justice Gang —Green Lantern (Nathan Fillion), Mr. Terrific (Edi Gathegi) y Hawkgirl (Isabela Merced)— luchan contra un kaiju creado por Luthor como distracción, Luthor transmite todo el mensaje kryptoniano al mundo. Para sorpresa de Superman, en la segunda mitad del mensaje, sus padres lo instan a conquistar la Tierra y a tomar a tantas esposas como sea necesario para restaurar Krypton. A pesar de que el héroe cree firmemente en que el mensaje fue alterado, la opinión pública se vuelve en contra de Superman, y este se entrega voluntariamente al gobierno para ser interrogado. Debido al poder de Superman, Flag le entrega la custodia del héroe a Luthor.
Luthor encarcela a Superman en un universo de bolsillo artificial en donde retiene a varios cautivos, entre ellos Krypto y el metahumano Metamorfo (Anthony Carrigan). Utilizando al hijo pequeño de Metamorfo, Joey Mason, como rehén, Luthor lo obliga a crear kryptonita para dejar a Superman sin poderes. Aunque, por otro lado, la novia de Luthor, Eve Teschmacher (Sara Sampaio), quien mantiene una relación secreta con Jimmy, le revela a este que Luthor apoyaba en secreto al gobierno de Boravia vendiéndole armas a cambio de la mitad del territorio de Jarhanpur para él solo y le proporciona pruebas fotográficas de la conspiración, que a su vez Jimmy le envía a Lois con la intención de desenmascarar al malévolo multimillonario, mientras que la propia Eve tras ser descubierta por los seguidores de Luthor, es encarcelada en el universo de bolsillo.
Mientras tanto, en el universo de bolsillo donde los metahumanos están cautivos, Metamorfo decide ayudar a Superman después de presenciar como Luthor asesina a un partidario de Superman a sangre fría durante su interrogatorio. Los dos luego liberan a Joey y a Krypto. Por otro lado, Lois convence a Mr. Terrific para que la ayude a encontrar a Superman y ambos entran en el universo de bolsillo rescatando a los héroes y luego llevando a Superman a la granja de los Kent para que se recupere. Furioso por la fuga de Superman, Luthor le ordena a sus seguidores que aumenten la potencia del portal del universo de bolsillo para atraer a Superman, creando así un agujero negro que comienza a destrozar Metrópolis, obligando a los civiles a evacuar. Durante su escape en el vehículo de Mr. Terrific y tras recibir la autorización de su jefe, Perry White (Wendell Pierce), Jimmy consigue publicar la historia sobre las maliciosas intenciones del multimillonario de quedarse con Jarhanpur.
Mientras Green Lantern, Metamorfo y Hawkgirl detienen una segunda invasión boraviana, el dictador Vasil Ghurkos (Zlatko Burić) intenta escapar, pero Hawkgirl lo atrapa y lo deja caer mortalmente desde una gran altura. Superman y Mr. Terrific luchan contra la Ingeniera y Ultraman conforme el agujero negro se acerca a Metrópolis. Tras derrotar a la Ingeniera y recuperarse del intento de envenenamiento que le querían inducir, Superman desenmascara a Ultraman, revelándose que este es un clon sin inteligencia del héroe. Luthor, empeñado en neutralizar a Superman, se niega a cerrar el agujero negro que comienza a dividir a la ciudad en dos y le ordena a Ultraman que acabe con el héroe.
No obstante, durante el combate, Krypto aparece y ayuda a debilitar a Ultraman tras destruir a mordiscos los drones que lo controlan, impidiendo que la gente de LuthorCorp lo pueda seguir maniobrando, y en un último intento desesperado de Ultraman de acabar con Superman, el clon finalmente es derrotado siendo lanzado al agujero negro.
Tras su plan fallido, Luthor y sus seguidores intentan escapar de su cuartel general, pero Superman y Mr. Terrific interceptan la huida. Mientras Mr. Terrific apaga el reactor y ejecuta los comandos para cerrar el agujero negro, Superman le explica a Luthor que a pesar de su origen kryptoniano, «es tan humano como los de la Tierra, pues comete errores y también ama y siente».
En ese momento, los colaboradores de LuthorCorp se dan cuenta de que el plan de su jefe fue revelado tanto en un noticiero del Daily Planet como en todas las demás cadenas de noticias, limpiándose así la reputación de Superman y declarándose públicamente a Luthor como un traidor ante el mundo entero. 
Los ciudadanos de Jarhanpur celebran su libertad y alaban como héroes a la Justice Gang junto a su nuevo miembro, Metamorfo. Mientras que los seres cautivos en el universo de bolsillo, incluyendo a Eve, son liberados. Asimismo, Luthor y sus seguidores son detenidos, con el villano siendo enviado para ser encarcelado en la prisión de Belle Reve. 
Más tarde, mientras Superman se está recuperando de sus heridas en la Fortaleza, su prima, Kara Zor-El (Milly Alcock), regresa borracha de una fiesta para recoger a Krypto, revelándose como la verdadera dueña del perro. Finalmente, para relajarse durante el proceso de su curación, Superman ve metrajes de videos de los recuerdos de su infancia en Smallville con Jonathan y Martha.
En una escena a mitad de los créditos, Superman y Krypto observan la Tierra desde la luna. En una escena poscréditos, Superman y Mr. Terrific examinan los daños causados a Metrópolis tras la fisura provocada por el agujero negro. Cuando Superman bromea comentando que las dos mitades de un edificio en particular no están bien alineadas, Mr. Terrific solo se marcha furioso.

## Reparto
- David Corenswet como Kal-El / Clark Kent / Superman:
Un superviviente del planeta destruido Krypton, quien vive en la Tierra como un superhéroe ocultando su identidad secreta en su trabajo diario como periodista del Daily Planet en Metrópolis.[3][4] El director James Gunn mencionó que el Superman de Corenswet tiene alrededor de 25 años, lo que lo hace más establecido que la versión de Tom Welling de la serie de The CW, Smallville (2001–2011), pero más joven que la versión de Henry Cavill del Universo extendido de DC (DCEU).[5] El productor Peter Safran describió la versión de la película sobre el personaje para el Universo DC (DCU) como «la encarnación de la verdad, la justicia y el estilo de vida americano» y «la bondad en un mundo que piensa que la bondad es algo anticuada».[6] Gunn también mencionó que Clark está teniendo éxito como periodista y como superhéroe en la película, pero que los nuevos elementos en su vida lo dejan desequilibrado. Estos incluyen estar «locamente enamorado» de su colega Lois Lane y hacer amistad con otros superhéroes que lo consideran ingenuo. La película muestra cómo estos elementos impactan en los valores y las elecciones de Clark, que son defectuosos y lo ponen en un viaje personal.[7] Corenswet diferenció el papel entre las interacciones de Clark con sus padres, su trabajo en el Daily Planet y como Superman, describiendo a Superman como un «personaje público» que quiere presentarse como tranquilo pero con autoridad. Corenswet se inspiró para Clark en la serie de cómics All-Star Superman (2005–2008) de Grant Morrison y Frank Quitely y en la postura de la interpretación de Christopher Reeve en la serie de películas de Superman de 1978–1987. También se inspiró para la voz y el comportamiento de Clark en su cuñado, a quien describió como el «hombre más tranquilo y maravilloso» a pesar de su altura de 6 pies 8 pulgadas (2,03 metros) y su peso de 270 libras (122 kilos), y describió a Clark como una «gran presencia» que «intenta desesperadamente ser lo más pequeño y silencioso posible».[8] Gunn consultó al escritor de DC Comics, Tom King, sobre la «suspensión de la incredulidad» de otros personajes con respecto a la identidad dual de Clark, que se atribuyó al uso de gafas hipnóticas para distorsionar sutilmente su apariencia como civil. Gunn incluyó esto en la película, señalando que «en cierto modo había sido algo olvidado» del canon de los cómics.[9]
  - Oliver Diego Silva interpreta a Clark de niño.[10]
  - Corenswet también interpreta a Ultraman, un clon blindado y poco inteligente de Superman creado por Lex Luthor, que inicialmente se hace pasar por el «Martillo de Boravia».[11]
- Rachel Brosnahan como Lois Lane:
Una reportera del Daily Planet y colega de Clark, quien «no está tan segura acerca de él» y que necesita que la convenzan de tener una relación con Clark.[12][4][13] Brosnahan describió a Lois como «ferozmente inteligente» y luchadora.[14] Brosnahan consultó con varios periodistas para que la ayudaran a retratar a Lois como una reportera moderna, en contraste con las apariciones originales del personaje en los cómics y sus representaciones cinematográficas anteriores.[15]
- Nicholas Hoult como Lex Luthor:
El CEO de LuthorCorp y el archienemigo de Superman, quien odia al superhéroe por tener el poder de hacerlo todo, pero no querer alinearse con sus propias creencias.[16][17][13]  Hoult describió a Luthor como obsesivo, decidido e implacable, y quería que el personaje se sintiera como una amenaza creíble para Superman. Luthor tiene su objetivo final a la vista y esta motivado por muchas emociones, incluyendo la necesidad de ser reconocido como un genio científico. Hoult se inspiró en el Lex Luthor de Michael Rosenbaum de la serie Smallville y en el multimillonario Steve Jobs para el uniforme de Luthor, y eligió entrenar para el papel basándose en la representación de Luthor de All-Star Superman.[18] Su hijo, Joaquín, afeitó su cabeza en medio de su preparación para el papel.[19] Gunn se inspiró para el personaje en la serie de cómics limitada Lex Luthor: Man of Steel (2005) de Brian Azzarello, así como en la versión de Luthor del «genio científico temerario» de Jerry Siegel en los cómics de los años 1950 y 1960.[20]
- Edi Gathegi como Michael Holt / Mister Terrific:
Un superhéroe e inventor que utiliza una variedad de dispositivos de alta tecnología para combatir el crimen, siendo además un miembro de la Justice Gang patrocinada por Maxwell Lord.[21][13] Gathegi describió a su personaje como un «ateo que cree en la justicia» y mencionó que Holt encontró significado en el «conocimiento» después de experimentar la muerte de su esposa.[22]
- Anthony Carrigan como Rex Mason / Metamorfo:
Un arqueólogo y superhéroe que puede «transmutar elementos de su cuerpo en varias formas», quien además pasa a ser un miembro de la Justice Gang.[23][24] Carrigan comentó que le fue refrescante interpretar a un superhéroe después de haber interpretado previamente al villano de Batman, Victor Zsasz, en la serie de televisión Gotham (2014–2019). Carrigan sintió que pudo aportar algo de «autenticidad y veracidad» al papel comparando las preocupaciones de Metamorfo sobre sus habilidades con su propio padecimiento de alopecia.[25]
- Nathan Fillion como Guy Gardner / Green Lantern:
Un agresivo pacificador galáctico del Green Lantern Corps y miembro de la Justice Gang, a quien Fillion describió como un imbecil intrépido y demasiado confiado.[26] Para Gardner, quien expresa su opinión sin tapujos, Fillion se inspiró en Sophia Petrillo, interpretada por Estelle Getty, personaje de la serie de comedia The Golden Girls (1985–1992). Fillion se refirió a la historia de origen del personaje, en la que Gardner fue atropellado por un autobús y entró en estado de coma, como lo que «cambió» su personalidad, volviéndolo «un poco raro». La película conserva el «icónico corte de pelo de tazón» que el personaje tiene en los cómics, lo que Fillion insistió en mantener a pesar de algunas discusiones previas sobre el cambio del peinado.[21][27]
- Isabela Merced como Kendra Saunders / Hawkgirl:
Una superheroína con alas de halcón y varias armas de combate cuerpo a cuerpo y miembro de la Justice Gang. Según Merced, Saunders reencarnó de una extraterrestre thanagariana, por lo que tiene un comportamiento potencialmente gruñón debido a que posee todos los recuerdos, traumas y errores de sus vidas pasadas.[28] Merced sintió que la autoconciencia y los aspectos cómicos de la película ayudaron a Saunders a «quitarle importancia a su trauma». Su baja estatura de 1,55 metros (5 pies y 1 pulgada) la diferencia de otros héroes del Universo DC.[21] Merced también sintió que su papel como Anya Corazon / Araña en la película del Universo Spider-Man de Sony (SSU), Madame Web (2024), la ayudó a prepararse para interpretar a Hawkgirl, aunque inicialmente no les contó a los realizadores de Superman sobre ese papel en caso de que no quisieran que interpretara ambos roles.[29]

Además, Skyler Gisondo interpreta a Jimmy Olsen, un joven fotógrafo que trabaja para el Daily Planet, quien además es el colega más cercano de Clark y Lois. Sara Sampaio interpreta a Eve Teschmacher, la novia de Luthor, quien también está involucrada en secreto con Jimmy. Sampaio se sintió cómoda interpretando sus escenas con Hoult, habiendo trabajo con él anteriormente en una campaña para Armani. Wendell Pierce interpreta a Perry White, el editor en jefe del Daily Planet. Pierce mencionó que Perry está «siempre de mal humor» porque Luthor mantuvo una aventura amorosa con su esposa, y que el segundo hijo de Perry en realidad podría ser de Luthor, Pierce también mencionó que la «fuerza impulsora» de Perry a lo largo de la película es querer «llegar» a Luthor a la luz de esto. Pierce les pidió a sus amigos información sobre el personaje porque no leía cómics cuando era niño. Otros miembros del personal del Daily Planet incluyen a Beck Bennett como el reportero Steve Lombard, Mikaela Hoover como la columnista Cat Grant, y Christopher McDonald como el reportero Ron Troupe. Pruitt Taylor Vince y Neva Howell interpretan respectivamente a Jonathan Kent y Martha Kent, los padres adoptivos humanos de Clark. Vince y Howell estudiaron cintas de los padres del escritor y productor del programa The Howard Stern Show y baterista de la banda Charred Walls of the Damned, Richard Christy, para desarrollar sus acentos de Kansas en la película.
María Gabriela de Faría aparece como Angela Spica / La Ingeniera, una secuaz de Luthor cuyos poderes provienen de la nanotecnología incorporada en su cuerpo. Zlatko Burić aparece como Vasil Ghurkos, el presidente de Boravia, quien también es un aliado político de Luthor. Terence Rosemore y Stephen Blackehart aparecen como el secuaz de Luthor, Otis Burg, y el científico de LuthorCorp, Sydney Happersen, respectivamente. Trevor Newlin aparece como Mister Handsome, una criatura humanoide creada por Luthor. Frank Grillo aparece como el director de ARGUS, Rick Flag Sr., repitiendo su papel de la serie animada del DCU, Creature Commandos (2024–presente). Tinashe Kajese-Bolden repite su papel de la película del DCEU, El escuadrón suicida (2021), como Flo Crawley, una miembro de ARGUS. Milly Alcock tiene un cameo no acreditado como la prima de Superman, Kara Zor-El / Supergirl. John Cena también tiene un cameo no acreditado como Christopher Smith / Peacemaker, quien aparece en un programa de noticias criticando a Superman. El comediante Michael Ian Black aparece como Cleavis Thornwaite, el presentador del programa de noticias que entrevista a Luthor. El hermano del director James Gunn, Sean Gunn, tiene un cameo como Maxwell Lord, un empresario multimillonario tecnológico y jefe de LordTech, quien financia a la Justice Gang patrocinada por su corporación. Sean mencionó que se ignoraron las representaciones pasadas del personaje al crearse su propia versión de Lord, incluidas las interpretaciones de Peter Facinelli en la serie del Arrowverso, Supergirl (2015–2021), y la de Pedro Pascal en la película del DCEU, Wonder Woman 1984 (2020).
Bradley Cooper y Angela Sarafyan interpretan a los padres biológicos kryptonianos de Superman, Jor-El y Lara Lor-Van. Alan Tudyk, Grace Chan, Michael Rooker, Pom Klementieff y Jennifer Holland, participan como las voces de los robots de Superman, quienes ayudan al héroe en la Fortaleza de la Soledad, los cuatro primeros les dan voz respectivamente a «Cuatro» (apodado como «Gary»), «Doce», «Uno» y «Cinco», mientras que Holland aparece no acreditada. El corresponsal de ABC News, Will Reeve, hijo del fallecido exactor de Superman, Christopher Reeve, hace un cameo como un reportero de noticias. Michael Rosenbaum, quien previamente interpretó a Luthor en la serie Smallville (2001–2011), participa como la voz de uno de los guardias Raptores de Luthor. Louisa Krause tiene un cameo sin diálogos como Sapphire Stagg, la esposa de Metamorfo, mientras que su hijo Joey Mason, aparece a través de CGI. Dinesh Thyagarajan interpreta a Malik Ali, un vendedor de faláfel que conoce a Superman. La actriz canina Jolene sirvió como doble de luces para Krypto, el superpoderoso perro kryptoniano de Supergirl cuidado por Superman, a quien Gunn describió como un «chico no tan bueno». Krypto fue creado principalmente con CGI, pero fue modelado en 3D a partir de Ozu, el perro de Gunn.

## Producción

### Antecedentes
La productora Warner Bros. Pictures estaba planeando en 2012 la película El hombre de acero (2013), basada en el personaje de DC Comics de Superman, para iniciar un universo compartido, que se nombró como el Universo extendido de DC (DCEU), y anunciaron una lista completa de películas de DC en octubre de 2014, dando prioridad a Batman v Superman: Dawn of Justice (2016) como la segunda película de DCEU a pesar de que Man of Steel no cumpliera con las expectativas financieras. Sin embargo, dijeron que una «secuela sin fecha» estaba en desarrollo con Henry Cavill dispuesto a repetir su papel como Clark Kent / Superman. Zack Snyder, el director de Man of Steel, dijo que habían considerado a los kryptonianos encarcelados de la primera película y al personaje Brainiac como antagonistas para la secuela antes de que comenzara el trabajo en Batman v Superman (2016). La secuela estaba en desarrollo activo como una prioridad principal para el estudio en agosto de 2016.La actriz Amy Adams, quien interpretó al personaje de Lois Lane en Man of Steel, confirmó en noviembre de 2016 de que el estudio estaba trabajando en el guion de la secuela. En ese momento, el cineasta Matthew Vaughn era la primera opción de Warner Bros para dirigir la película y tuvo conversaciones preliminares al respecto en marzo de 2017. Vaughn y el escritor de cómics Mark Millar habían presentado previamente una nueva trilogía de Superman antes del desarrollo de Man of Steel, en la que se centra en la destrucción del planeta Krypton. Después de la problemática producción de la película del DCEU Justice League (2017), Warner Bros. replanteó su enfoque de los proyectos de DCy a finales de 2017, la secuela «no estaría lista muy pronto, si es que llegaba». El productor de Justice League Charles Roven dijo que se habían discutido ideas para la historia pero que no había guion. En julio de 2018, el director Christopher McQuarrie y Cavill presentaron una versión de Superman, pero Warner Bros no persiguió la idea.

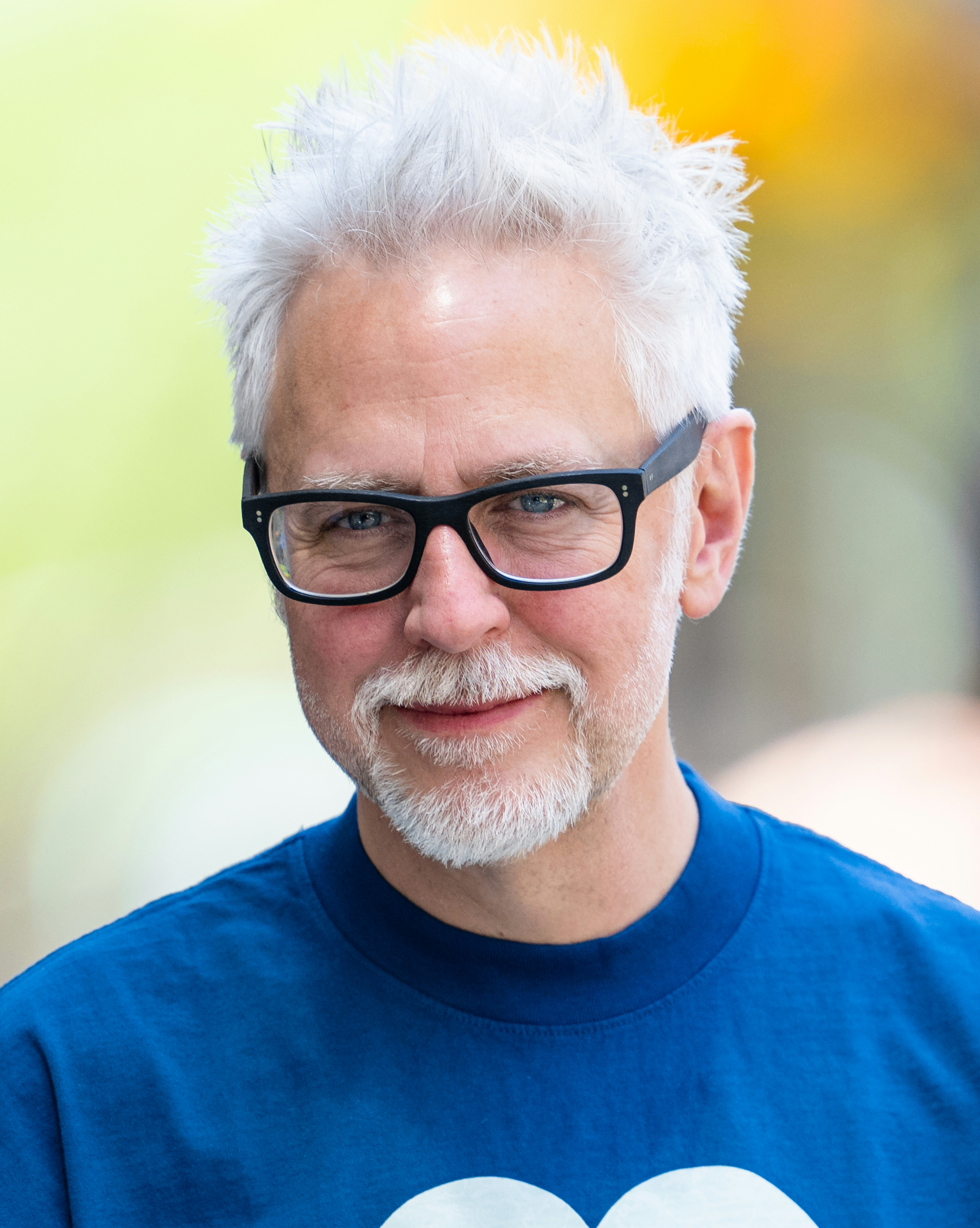
El escritor y director James Gunn se convirtió en codirector ejecutivo de DC Studios en octubre de 2022, momento en el que había comenzado a trabajar en Superman.

Más tarde, en 2018, el estudio le pidió al cineasta James Gunn que escribiera y dirigiera una película de Superman, pero este no estaba seguro de si quería llevar al personaje a la gran pantalla, pues no tenía una visión clara para tal película, especialmente porque Superman era un personaje muy conocido a diferencia de los Guardians of the Galaxy a quien había adaptado para Marvel Studios. Así que Gunn eligió hacer Suicide Squad (2021) en su lugar. En septiembre, las negociaciones para que Cavill repita su papel para un cameo en ¡Shazam! (2019) terminó debido a problemas contractuales, así como a un conflicto de programación con los compromisos de Cavill en Fallout. Se informó que el actor se estaba separando del estudio, sin planes para que retomara su papel en proyectos futuros, pero en noviembre de 2019, Cavill dijo que aún quería hacer justicia al papel. En ese momento, Warner Bros. no estaba seguro de en qué dirección llevar al personaje y estaban manteniendo conversaciones con «talentos de alto perfil» sobre su propiedad, incluidos a J. J. Abrams —cuya compañía Bad Robot Productions firmó un acuerdo general con Warner Bros, empresa matriz WarnerMedia— y al actor Michael B. Jordan, quien se presentó a sí mismo como una versión negra del personaje.Para mayo de 2020, Warner Bros. ya no estaba desarrollando una secuela de Man of Steel, pero Cavill estaba en conversaciones para aparecer en una futura película de DC diferente. En febrero de 2021, el guionista Ta-Nehisi Coates reveló que estaba escribiendo una nueva película de Superman que estaba produciendo Abrams. Se esperaba que la película presente a un actor negro interpretando a Superman, con la posibilidad de que Jordan asumiera el papel.

### Desarrollo
En abril de 2022, Discovery, Inc. y WarnerMedia se fusionaron para convertirse en Warner Bros. Discovery (WBD), dirigida por el presidente y director ejecutivo David Zaslav. Se esperaba que la nueva compañía se restructurara DC Entertainment y Zaslav comenzó a buscar un equivalente al presidente de Marvel Studios, el productor Kevin Feige, para dirigir la nueva subsidiaria. Zaslav y WBD sintieron que DC carecía de una «estrategia creativa y de marca coherente» y estaban infravalorando a Superman. James Gunn fue contratado a fines de agosto para trabajar en una película de Superman que no fuera una secuela de El hombre de acero y que fuera independiente del DCEU. Zaslav pasó algún tiempo con Gunn mientras escribía el guion. Ese octubre, Cavill hizo un cameo en la escena posterior a los créditos de la película del DCEU Black Adam (2022) y, según se informa, Warner Bros. estaba buscando una secuela de Man of Steel dirigida por Cavill una vez más. Roven estaba produciendo la nueva película y el estudio buscaba guionistas. Querían que McQuarrie dirigiera, pero era poco probable que estuviera disponible debido a sus compromisos con Mission: Impossible – Dead Reckoning (2023) y la secuela de esta. La película de Abrams y Coates todavía estaba en desarrollo cuando el papel de Cavill en Black Adam fue aprobado por los jefes de cine de Warner Bros Michael De Luca y Pamela Abdy, cuando fueron abordados directamente por el actor Dwayne Johnson, y Johnson comenzó a promover la idea de una película de Black Adam contra Superman coprotagonizada por Cavill. Este último había firmado un contrato único para Black Adam y sólo recibió un acuerdo verbal de que continuaría interpretando al personaje en el DCEU. Cavill anunció públicamente que regresaría como Superman para futuros proyectos, y dijo que su cameo en Black Adam era una «muy pequeña muestra» de planes futuros. Dijo que Superman estaría «enormemente feliz» en el futuro.El director Steven Knight escribió un guion para la secuela en esa época,  que supuestamente incluía a Brainiac como antagonista, pero los ejecutivos de Warner Bros. no estaban entusiasmados con su opinión.

Logo de DC Studios.

James Gunn y el productor Peter Safran fueron anunciados como copresidentes y codirectores ejecutivos de los recién formados DC Studios a finales de octubre de 2022. Una semana después de comenzar sus nuevos roles, la pareja había comenzado a desarrollar un plan de ocho a diez años para un nuevo Universo DC (DCU) que sería un «reinicio suave» del DCEU. A mediados de noviembre, Gunn fue públicamente se revela que está escribiendo una nueva película de DC. Andy Muschietti, director de la película DCEU The Flash (2023), expresó interés en dirigir un proyecto de Superman con un tono similar al Superman de Richard Donner (1978). A principios de noviembre, Cavill expresó interés en un proyecto futuro que exploraba la «capacidad de Superman para dar y amar» a la gente de la Tierra e inspirar a otros,  y dijo que estaba ansioso por reunirse con Gunn para discutir oportunidades futuras. El trabajo en la secuela de Man of Steel se estancó más tarde ese mes mientras Gunn y Safran desarrollaban sus planes.
En diciembre de 2022, Gunn dijo que Superman era una gran prioridad, si no la mayor, para DC Studios, antes de anunciar públicamente que estaba escribiendo una nueva película de Superman que se centraría en una versión más joven del personaje y, por lo tanto, no estaría protagonizada por Cavill. Gunn también tenía potencial para dirigir la película. No sería una historia de origen para Superman, y se centraría en él como un joven reportero que interactúa con personajes clave, como Lois Lane. Gunn y Safran se reunieron con Cavill para explicarle su decisión y discutir la posibilidad de trabajar con él en un papel diferente en el futuro. El 31 de enero de 2023, Gunn y Safran dieron a conocer los primeros proyectos de su lista de DCU, que comienza con el Capítulo Uno: Dioses y Monstruos. Su película de Superman fue la primera película de ese capítulo y se tituló oficialmente Superman: Legacy. Se le dio una fecha de estreno del 11 de julio de 2025. Safran quería que Gunn dirigiera la película. Gunn dijo que la película se inspiraría específicamente en el cómic All-Star Superman (2005-2008) de Grant Morrison y Frank Quitely, y al día siguiente ese cómic apareció en la lista de cómics más vendidos de Amazon. La película también se inspiró en los cortometrajes animados de Superman de Fleischer Studios (1941-1943), y en estos cómics: Superman: Serie limitada  Birthright (2003–04) de Mark Waid, Leinil Francis Yu y Gerry Alanguilan; el arco argumental "Brainiac" de 2008 de Action Comics de Geoff Johns y Gary Frank; el evento crossover Superman: Ending Battle (2002) de Johns, Joe Casey, Joe Kelly y Mark Schultz; la serie limitada Superman for All Seasons (1998) de Jeph Loeb y Tim Sale; la serie limitada Elseworlds Kingdom Come (1996) de Waid y Alex Ross; la serie Action Comics de Morrison; y el cuento "¿Qué fue del hombre del mañana?" (1986) de Alan Moore y Curt Swan.
Tom King, un escritor de cómics que trabaja en DCU, declaró en marzo que Gunn también estaba dirigiendo la película,  que Gunn confirmó más tarde ese mes. Se confirmó que Safran produciría la película en ese momento. Gunn dudaba en dirigir la película, a pesar del estímulo de Safran y otros, hasta que se dio cuenta de lo difícil que era centrarse en La herencia de Superman con sus padres aristocráticos kryptonianos y sus padres granjeros adoptivos de Smallville, Kansas, informaría al personaje. Gunn se sintió conectado emocionalmente con este aspecto debido a su difunto padre, cuyo cumpleaños coincidía con la fecha prevista de estreno de la película. Gunn dijo en abril que el tono de la película diferiría de sus películas de Guardianes de la Galaxia, y sugirió que podría aparecer el perro de Superman Krypto.

### Preproducción
El diseño de producción, el diseño de vestuario y el proceso de casting comenzaron en abril de 2023. Beth Mickle y Judianna Makovsky regresaron en sus respectivos roles como diseñadora de producción y diseñadora de vestuario de The Suicide Squad y Guardians of the Galaxy vol. 3 (2023) de Gunn. El rodaje estaba previsto que comenzara en enero de 2024. Gunn buscaba un actor para interpretar a Superman que poseyera la humanidad, la amabilidad y la compasión del personaje, y que fuera "alguien a quien quisieras darle un abrazo". Dijo que el personaje Jimmy Olsen aparecería, y que no buscaba hacer de la película una comedia. Gunn esperaba que Legacy fuera diferente a las películas anteriores de Superman y al mismo tiempo respetara lo que había antes. Gunn entregó el primer borrador del guion a fines de abril y no se esperaba que la producción se viera afectada por la huelga del Gremio de Guionistas de Estados Unidos de 2023 cuando comenzó a principios de mayo.
Las cintas de audición para los papeles principales de Superman, Lois Lane y Lex Luthor se enviaron a principios de mayo de 2023. Gunn comenzó a verlas más tarde ese mes, mientras realizaba el guion gráfico de la película. David Corenswet era uno de los principales candidatos para Superman y tenía previsto hacer una prueba de pantalla a finales de mes o principios de junio. Otros actores considerados fueron Jacob Elordi, Tom Brittney y Andrew Richardson. Elordi se negó a leer para el papel, sintiendo que sería "demasiado" y "demasiado oscuro" para él. Emma Mackey, Rachel Brosnahan, Samara Weaving y Phoebe Dynevor habían hecho pruebas para Lane; Dynevor fue uno de los contendientes finales para ese papel. Nicholas Hoult, el finalista para interpretar a Batman en The Batman (2022), estaba interesado en Luthor, pero eligió seguir con el papel de Superman. Gunn estaba considerando actores de primera línea con los que había trabajado anteriormente para Luthor, y discutió el papel con un actor de Guardians of the Galaxy vol. 3 actor que se informó que era Bradley Cooper. También se estaban considerando actores negros. Las pruebas se llevaron a cabo utilizando la etiqueta "Apex", una referencia a una versión cómica de Luthor llamada Apex Luthor. Se esperaba que otros superhéroes de cómics ya estuvieran establecidos en el escenario de la película, con el casting en marcha para un actor negro para interpretar a Michael Holt / Mister Terrific y para una actriz asiática o Latinx para interpretar a un personaje llamado "Blitz". Pierson Fodé, quien apareció en un episodio de Supergirl (2015-2021), y Jack Quaid, quien prestó su voz a Superman en la serie animada Mis aventuras con Superman (2023-presente), ambos presentaron una audición de Superman.
Las pruebas de pantalla en persona se llevaron a cabo en los estudios Warner Bros. en Burbank, California, con Gunn y Safran a mediados de junio de 2023. Los actores realizaron pruebas de maquillaje y vestuario como Kent y Lane en las siguientes parejas: Hoult y Brosnahan, Brittney y Dynevor, y Corenswet y Mackey. Los contendientes de Kent luego realizaron pruebas con vestuario como Superman contra Mackey. Gunn editó las pruebas para que se reprodujeran ante un comité decisorio que incluía a Zaslav, y el casting de Corenswet como Superman y Brosnahan como Lane se anunció el 27 de junio. Se programó el casting para otros papeles, incluidos los de los miembros del equipo de superhéroes The Authority que se esperaba que fueran presentados en Superman: Legacy antes de su propia película. Los hermanos Alexander y Bill Skarsgård estaban en la lista de candidatos para Luthor. No estaba claro si Hoult volvería a intentar interpretar a Luthor nuevamente. El 11 de julio, dos años antes de la fecha de estreno programada de la película, se anunció el casting de Isabela Merced, Edi Gathegi y Nathan Fillion como los superhéroes Hawkgirl, Mister Terrific y Guy Gardner / Linterna Verde, respectivamente. Merced hizo pruebas como Barbara Gordon / Batgirl para la película inédita del DCEU Batgirl, mientras que Fillion protagonizó varias de las películas anteriores de Gunn, incluyendo como Cory Pitzner / T.D.K. en The Suicide Squad. Anthony Carrigan, que había expresado interés en interpretar a Luthor, fue elegido como el superhéroe Rex Mason / Metamorfo al día siguiente. Gunn había elegido a algunos de estos actores algún tiempo antes, pero había estado esperando hasta que Superman y Lane fueran elegidos antes de negociar más acuerdos con los actores, lo que dejó poco tiempo para completar las negociaciones antes de que comenzara la huelga SAG-AFTRA 2023 el 14 de julio. En respuesta a las preocupaciones de que los otros superhéroes le quitarían protagonismo a la historia de Superman y Lane, Gunn dijo que esos dos personajes seguían siendo el foco de la película y que los otros actores estaban siendo elegidos para múltiples proyectos del DCU.
Cuando la huelga del WGA terminó en septiembre de 2023, se esperaba que Superman: Legacy comenzara a rodarse a principios o mediados de 2024. Jason Momoa, quien interpretó a Aquaman en el DCEU, se informó el mes siguiente que había discutido interpretar al personaje Lobo en Superman: Legacy o en una película en solitario. La huelga de SAG-AFTRA terminó el 9 de noviembre y se aclaró que el rodaje comenzaría en marzo de 2024. Gunn dijo que la película aún tendría su fecha de estreno en julio de 2025. María Gabriela de Faría reveló que había sido elegida como Angela Spica / The Engineer, una de las antagonistas de la película y miembro de The Authority, a mediados de noviembre. La cantante Madison Beer dijo que presentó una cinta autograbada y audicionó sin éxito para un papel no revelado, al igual que O'Shea Jackson Jr. Hoult estaba en conversaciones para interpretar a Luthor antes de la huelga de SAG-AFTRA, y las negociaciones para el papel continuaban en noviembre, cuando se reveló que Sara Sampaio y Skyler Gisondo habían sido elegidos respectivamente como la asistente de Luthor, Eve Teschmacher y Jimmy Olsen. Gunn dijo que Gisondo, Sampaio y de Faría habían sido elegidos antes de la huelga, y que los papeles de Mister Terrific y Teschmacher fueron particularmente difíciles de conseguir y requirieron muchas audiciones. El periodista Jeff Sneider señaló que había especulaciones de que el personaje Sam Lane aparecería e indicó que Michael Rooker estaba vinculado al papel, pero Gunn negó que Rooker interpretara al personaje.
En diciembre de 2023, el hermano de Gunn, Sean Gunn, fue elegido como Maxwell Lord para futuros proyectos del DCU, después de que Pedro Pascal interpretara el papel en la película del DCEU Wonder Woman 1984 (2020). Se esperaba que se hiciera referencia al personaje en Superman: Legacy, pero no se sabía si aparecería en la película. James Gunn confirmó que Hoult había finalizado un trato para interpretar a Luthor, y Miriam Shor entró en negociaciones para un papel no revelado después de aparecer en Guardians of the Galaxy vol. 3. The Hollywood Reporter también dijo que el reparto incluía a Sean Gunn y Pom Klementieff, quienes protagonizaron las películas de Guardians of the Galaxy, antes de que James Gunn declarara que Klementiff no estaba involucrado en la película y Shor no había sido elegida. Añadió que el guion de la película se había completado casi por completo antes de la huelga de guionistas. Gunn dijo en enero de 2024 que el trabajo en los decorados, las prótesis y los modelos de efectos visuales estaba en marcha, los trajes se estaban completando y la mayoría de los actores habían sido elegidos, mientras que Brosnahan dijo que la película se estaba haciendo con mucho amor por la fuente material, ya que muchos miembros del reparto y el equipo habían crecido viendo películas de Superman y leyendo los cómics. A finales de mes, Milly Alcock fue elegida como la prima de Superman Kara Zor-El / Supergirl. Se informó que el personaje haría su debut en Superman: Legacy antes de protagonizar su propia película de DCU, Supergirl: Woman of Tomorrow. Alcock había realizado audiciones y pruebas de pantalla con el vestuario en el set de Superman: Legacy en Atlanta, Georgia, a principios de enero.
Más tarde ese mes, Bassem Youssef dijo que lo habían elegido para la película, supuestamente como Rumaan Harjadi, el líder de un país ficticio de Oriente Medio, pero que su personaje había sido eliminado del guion. Creía que esto se debía posiblemente a los comentarios que hizo en octubre de 2023 criticando al gobierno israelí durante la guerra entre Israel y Hamás. Gunn lo negó, explicando que había discutido un papel con Youssef antes de la huelga del WGA, pero que al actor no se le había ofrecido formalmente el papel, y el personaje fue eliminado del guion final después de que terminara la huelga y antes de que se hicieran los comentarios de Youssef. También a mediados de febrero, el Departamento de Desarrollo de Ohio anunció que Superman: Legacy se filmaría parcialmente en Cleveland y Cincinnati, Ohio, y que se le habían otorgado más de $11 millones a través del programa de crédito fiscal del estado, basado en un gasto de $37 millones en el estado del presupuesto total informado de la película de $363,8 millones; También a mediados de febrero, el Departamento de Desarrollo de Ohio anunció que "Superman: Legacy" se filmaría parcialmente en Cleveland y Cincinnati, Ohio, y que se le habían otorgado más de 11 millones de dólares a través del programa de crédito fiscal del estado, basado en un gasto de 37 millones de dólares en el estado de un presupuesto total informado de la película de 363,8 millones de dólares; Gunn cuestionó la exactitud de este presupuesto, que habría convertido a la película en una de las películas de superhéroes más caras jamás realizadas. Se realizó una lectura de guion con el elenco el 22 de febrero, y Gunn reveló que Terence Rosemore interpretaría al secuaz de Luthor, Otis, después de tener pequeños papeles en algunas de las películas anteriores de Gunn. Zaslav dijo que el rodaje comenzaría la semana siguiente, cuando Gunn anunció que había acortado el título de la película a Superman para cuando completó el borrador final del guion.

### Rodaje
La fotografía principal comenzó el 29 de febrero de 2024, que es el cumpleaños canónico de Superman, en el valle de Adventdalen en Svalbard, Noruega. El rodaje se llevó a cabo allí durante una semana para filmar escenas que mostraban la Fortaleza de la Soledad. Gunn eligió Svalbard por su belleza natural, paisajes y similitudes con el Ártico. El rodaje se lleva a cabo bajo el título provisional Génesis. Henry Braham regresó como director de fotografía de las dos últimas películas de Guardians of the Galaxy, The Suicide Squad y The Flash. La película se rodo íntegramente en IMAX. El rodaje se retrasó de un inicio inicial en enero de 2024 por la huelga de SAG-AFTRA, y se esperaba que durara unos cuatro meses.
A principios de marzo, Wendell Pierce fue elegido para el papel de Perry White. El rodaje en los Trilith Studios en Atlanta, Georgia, había comenzado el 8 de marzo y se esperaba que durara hasta el 2 de agosto. Se esperaba que se llevaran a cabo 37 días de rodaje en Cleveland y Cincinnati, Ohio, entre el 1 de abril y el 23 de agosto. También se esperaba que el rodaje se llevara a cabo en Macon, Georgia. Más tarde en abril, Pruitt Taylor Vince y Neva Howell fueron elegidos como Jonathan y Martha Kent. A principios de junio, Beck Bennett, Mikaela Hoover y el recién llegado Christopher McDonald fueron elegidos como  los reporteros del Daily Planet Steve Lombard, Cat Grant y Ron Troupe. Hoover había aparecido anteriormente en varias películas de Gunn. El rodaje en el centro de Cleveland comenzó el 24 de junio. Se esperaba que los personajes de la serie animada del DCU Creature Commandos (2024) aparecieran en la película a fines de junio, y era la intención de Gunn y Safran que los mismos actores interpretaran personajes en la animación y la acción en vivo en el DCU; Las fotos del set revelaron que Frank Grillo estaba repitiendo su papel de voz como Rick Flag Sr. de esa serie.
La producción se trasladó al noroeste de Ohio el 14 de junio, cuando el rodaje tuvo lugar en el Headlands Beach State Park en Mentor, Ohio. Seis semanas de rodaje tuvo lugar en todo Cleveland, comenzando en el centro de Cleveland el 24 de junio. Los lugares de rodaje incluyeron Ontario Street, la Cleveland Greyhound Station, Public Square, el Detroit-Superior Bridge, PNC Plaza, Progressive Field y Cleveland Arcade. Tomas exteriores del Huntington Bank Building, la Key Tower y el Monumento a los soldados y marineros se filmaron en Public Square. El exterior del Leader Building sirvió como sede del Daily Planet, y Key Tower se utilizó como sede de Stagg Enterprises. El rodaje en Cleveland finalizó el 16 de julio, cuando Gunn dijo que quedaban un par de semanas de rodaje. Luego se programó que la producción se trasladara a Cincinnati el 18 de julio, para tener lugar en el Cincinnati Museum Center en la Union Terminal y en una parte del Lytle Tunnel. El rodaje acabó el 30 de julio.

### Postproducción
Jason Ballantine y William Hoy son los editores de la película; trabajaron respectivamente en The Flash y The Batman. Stéphane Ceretti es el supervisor de efectos visuales después de haber trabajado previamente con Gunn en Guardianes de la Galaxia, The Guardians of the Galaxy Holiday Special (2022) y Guardianes de la Galaxia vol. 3. Gran parte del equipo de efectos visuales de Vol. 3 iba a volver a trabajar con Gunn para Superman.

## Música
Gunn dijo en diciembre de 2023 que la mayor parte de la banda sonora y los temas principales de la película habían sido escritos, pero que el compositor no había sido anunciado porque su acuerdo aún no se había cerrado. En febrero de 2024 Gunn anunció que John Murphy estaba componiendo la banda sonora de la película. Previamente Murphy había trabajado con Gunn en The Suicide Squad, Peacemaker, The Guardians of the Galaxy Holiday Special y Guardians of the Galaxy vol. 3. En diciembre, Gunn confirmó que Murphy estaba usando una nueva versión del tema "Superman March" de John Williams de la película de Superman de 1978. Gunn consideró que la partitura de Williams era una de las mejores de todos los tiempos y había asociado su tema con Superman desde el comienzo del desarrollo de esta película. Vio la inclusión del tema como una forma de que la película se recupere con iteraciones pasadas. La película no tiene tantas canciones con licencia como los proyectos de superhéroes anteriores de Gunn.

## Mercadotecnia
Gunn marcó el inicio de la filmación en febrero de 2024 al publicar una imagen del logo de Superman,  que los comentaristas destacaron por su similitud visual con el traje del personaje en el cómic Kingdom Come, aunque con el clásico esquema de colores amarillo y rojo.Safran promocionó la película en el escenario durante la presentación de Warner Bros. en la CinemaCon ese abril, con Gunn, Corenswet y Brosnahan apareciendo a través de mensajes de video.El panel reveló una vista completa del emblema de Superman y Gunn dijo que planeaba asistir al evento del año siguiente en persona con el elenco para iniciar el "verano de Superman" en el período previo al estreno de la película.Gunn publicó una primera imagen de Corenswet con el traje a principios de mayo, que muestra a Superman poniéndose el traje mientras una amenaza de aspecto alienígena ataca en el fondo. Los comentarios sobre la imagen se centraron en el regreso de los calzoncillos rojos, que no estaban incluidos en el diseño de El Hombre de Acero. También se compararon elementos del traje con el diseño de Jim Lee utilizado en la iniciativa New 52 de DC Comics de 2011 , mientras que la pose del personaje y el ataque al fondo generaron especulaciones sobre la caracterización de Superman en la película y las amenazas que podría enfrentar.Una exhibición inspirada en la Fortaleza de la Soledad de la película se incluyó en el stand de la Warner Bros. Licensing Expo en Las Vegas a finales de mayo.
Gunn lanzó la primera imagen de Krypto, junto con Superman de Corenswet, en octubre de 2024 en honor al mes de "Adopta un Perro de Refugio". El 16 de diciembre se lanzó un póster animado con una versión ralentizada de "Superman March" de Williams, con una guitarra eléctrica como introducción. Jordan Moreau, de Variety, describió el póster como un homenaje a la interpretación de Christopher Reeve de Supermán en la película de 1978, pero opinó que la música era más tranquila y "más reflexiva" que la versión de Williams. También se mostró un avance de la película en una proyección de prensa ese día, antes de su estreno público el 19 de diciembre. El tráiler tuvo más de 250 millones de visitas globales en sus primeras 24 horas, lo que lo convirtió en el tráiler más visto y comentado de una película de DC Comics o Warner Bros. en ese período. WaterTower Music lanzó la música de Murphy para el tráiler como sencillo titulado "Tema de Superman (Versión del Tráiler)" más tarde ese mismo día. La película copatrocinó el Puppy Bowl XXI de Animal Planet el 9 de febrero, domingo del Super Bowl , con la participación de Gunn y Ozu para presentar una nueva perspectiva de la película. Se entregó un premio "Krypto Super Play" a uno de los cachorros participantes en el juego.
A fines de febrero de 2025, DC Studios contrató a Ricky Strauss, exejecutivo de marketing de Apple TV+ y Disney, para asesorar sobre el marketing de la película tras la salida del jefe de marketing global de Warner Bros., Josh Goldstine, el mes anterior.Safran dijo que Zaslav había "reunido a toda la compañía" detrás de la película de una manera similar a las películas exitosas anteriores de Warner Bros. como Barbie (2023).Gunn, Corenswet, Brosnahan y Hoult promocionaron la película durante el panel CinemaCon de Warner Bros. ese abril, donde se mostró una secuencia extendida y nuevas imágenes detrás de escena.Las proyecciones IMAX de la película de Warner Bros. A Minecraft Movie , estrenada ese mes, presentaron el metraje extendido, que también se lanzó en línea.Jim Vejvoda de IGN dijo que la "locura y el mal comportamiento" de Krypto en la secuencia "se robaron el show", mientras que los escritores de Deadline Hollywood lo calificaron como un vistazo extendido a "la parte más conmovedora" del avance.El material detrás de cámaras se publicó posteriormente el 18 de abril, el "Día de Superman", coincidiendo con el aniversario del debut de Superman en Action Comics #1(1938). Cade Onder de ComicBook.com destacó el énfasis del material en la esperanza de Superman, los elaborados decorados y el vestuario.
El 14 de mayo se lanzó un tráiler oficial, que Ray Flook de Bleeding Cool calificó de "éxito", destacando su acción, humor y personajes secundarios de DC. Dijo que el tráiler demostraba que Superman estaba "en las manos adecuadas" con la interpretación de Gunn y que era "definitivamente el Superman que necesitamos en nuestras vidas, ahora más que nunca". Wesley Yin-Poole de IGN destacó la relación de Kent y Lane, y sintió que la entrevista del tráiler destacó la ética de la intervención de Superman en una guerra extranjera, algo que Michael McWhertor de Polygon también comentó, señalando que el tráiler cuestionaba si las acciones de Superman representaban los valores estadounidenses.Una novela juvenil precuela, Superman: Welcome to Metropolis , se lanzó a principios de junio y explora los primeros años de carrera de Clark y Lois en el Daily Planet , los miembros de Justice Gang, y presenta al personaje Metallo. El 11 de junio, un mes antes del estreno de la película, se lanzó un tráiler final. Germain Lussier, de Gizmodo, lo calificó como el "tráiler más revelador hasta la fecha" y destacó sus efectos visuales y secuencias de acción, así como su representación del odio de Luthor hacia Superman.George Marston, de Total Film, especuló que Superman trabajaría tanto con como contra la Banda de la Justicia, basándose en escenas donde colabora con Mister Terrific y Gardner en desacuerdo con Superman. Por otro lado, Ernesto Valenzuela, de MovieWeb, consideró que el monólogo inicial de Luthor, "superado" por el optimismo de Superman, fue una "forma brillante de construir este tráiler".

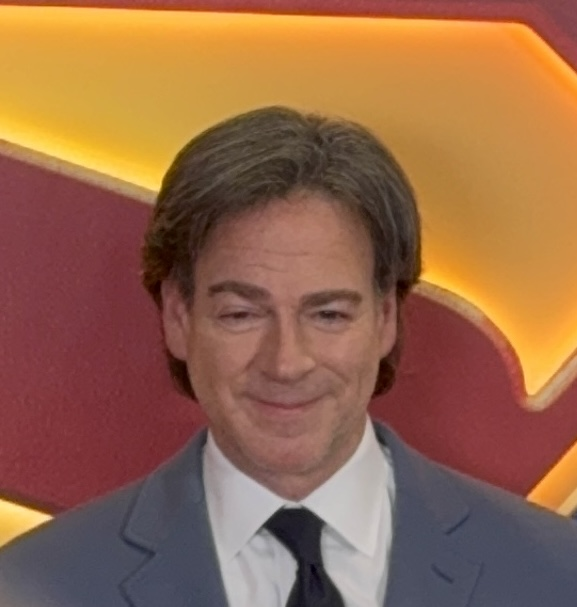
El productor de Superman, Peter Safran, en un evento promocional de la película en Manila en junio de 2025.

Los primeros 30 minutos de la película se proyectaron en CineEurope en Barcelona el 17 de junio,y en Manila el 19 de junio, como el inicio del "Superman World Tour", que se lleva a cabo en siete importantes ciudades internacionales previo al estreno de la película. Veda Luna Zabala en Nylon Manila describió el metraje como "divertido, colorido y esperanzador", y destacó la actuación de Hoult.Una estatua de Superman de 11 pies (3,4 m) de altura inspirada en Corenswet fue suspendida en la cima del Shard en Londres el 1 de julio, animando a los peatones a "mirar hacia arriba". Esta fue la escultura pública más alta expuesta en el Reino Unido, y tardó cuatro meses en elaborarse.También se instalaron 25 quioscos emergentes del Daily Planet en varios lugares de Londres. Warner Bros. organizó un evento para fanáticos de Superman el 2 de julio en Cineworld Leicester Square en Londres.La película se asoció con Fandango y Amazon Primepara proyecciones anticipadas en cines el 8 de julio, que se convirtieron en las entradas de preventa del primer día más vendidas de Fandango ese año, superando las entradas de preventa general de Los Cuatro Fantásticos: Primeros Pasos de Marvel, que también se estrenó ese mes.Funko y McFarlane Toys están listos para lanzar figuras de acción basadas en la película.The Hollywood Reporter informó que DC Studios y Warner Bros. podrían gastar aproximadamente $200 millones en marketing.
Antes del estreno de la película y en medio de las deportaciones masivas durante la segunda presidencia del presidente de los Estados Unidos , Donald Trump , Gunn dijo que "Superman es la historia de Estados Unidos" y "un inmigrante que vino de otros lugares y pobló el país, pero para mí es principalmente una historia que dice que la bondad humana básica es un valor y es algo que hemos perdido".Esto recibió una reacción violenta de algunos partidarios de Trump y miembros del movimiento MAGA,con Fox News llamando a la película " Superwoke ", pero Gunn respondió que la película era para "todos", explicando que se trataba "de bondad y creo que eso es algo con lo que todos pueden identificarse".

## Estreno
Superman se estrenó en el TCL Chinese Theatre el 7 de julio de 2025, y Warner Bros. Pictures la lanzó en cines a nivel internacional el 9 de julio, mientras que en Estados Unidos y China llegó el 11 de julio, en formatos IMAX, RealD 3D, Dolby Cinema, ScreenX y 4DX.
En enero de 2025, los herederos de Joe Shuster, cocreador de Superman, presentaron una demanda contra WBD, al afirmar que los derechos de distribución de la película en ciertos territorios internacionales habían regresado a ellos debido a distintas leyes de derecho de autor: en 2017, en el Reino Unido, Irlanda y Australia; y en 2021, en Canadá. Dos meses después, WBD solicitó desestimar la demanda al citar fallos previos que rechazaron casos similares, y el tribunal accedió en abril por falta de jurisdicción. Un mes después, los demandantes volvieron a presentar el caso ante la Corte Suprema de Nueva York, junto con una solicitud de medida cautelar, pero el tribunal negó la petición a comienzos de junio.

## Recepción

### Recaudación
Hasta el 19 de agosto de 2025, Superman acumuló US$341 millones en Estados Unidos y Canadá, y US$254 millones en el resto del mundo, para un total global de US$596 millones.
A comienzos de junio, TheWrap informó que la película debía superar los US$500 millones en taquilla mundial para resultar rentable. Sin embargo, solo al alcanzar los US$700 millones podría considerarse un verdadero éxito. The Hollywood Reporter proyectó una apertura de US$175 millones en Estados Unidos y Canadá, con un potencial global que superaría los US$1 000 millones, según el nivel de interacción generado por el primer tráiler completo. El medio también indicó que el presupuesto de producción y mercadotecnia rondaba los US$400 millones. Tres semanas antes del estreno, las estimaciones señalaron que Superman recaudaría entre US$125 y US$145 millones en su primer fin de semana en Estados Unidos, con un promedio de US$135 millones, cifra que superaría el debut de El hombre de acero (US$116 millones). DC Studios y Warner Bros. propusieron una cifra más conservadora, entre US$90 y US$125 millones, aunque contemplaron la posibilidad de alcanzar los US$175 millones, lo que superaría los US$166 millones de Batman v Superman: Dawn of Justice y marcaría el mayor estreno para una película de DC. En la semana del estreno, Deadline Hollywood ajustó sus proyecciones a un rango de US$115 a US$130 millones.
El 10 de julio, Deadline Hollywood reportó que la película había generado casi US$3 millones en funciones anticipadas del martes y que, al incluir las del jueves, alcanzaba los US$21 millones. Finalmente, las funciones previas del jueves —incluidas las de Amazon Prime— sumaron cerca de US$23 millones, la mejor cifra del año hasta ese momento para funciones anticipadas. Dos semanas después, Los Cuatro Fantásticos: primeros pasos superó ese récord. Superman también impuso un nuevo máximo para funciones previas de cualquier producción vinculada a James Gunn y superó el récord previo de Warner Bros., que Barbie había establecido en 2023. Para este punto, la película se proyectaba para recaudar entre US$115 y US$121 millones en Estados Unidos y más de US$210 millones en todo el mundo. Solo el día del estreno, alcanzó casi US$57 millones, la segunda cifra más alta del año, detrás de Una película de Minecraft. Al cerrar el fin de semana, sumó US$125 millones, lideró la taquilla y marcó el mejor debut para una película en solitario del personaje, por encima de los casi US$117 millones de El hombre de acero. También logró el segundo mejor estreno para una cinta con Superman, solo por debajo de Batman v Superman: Dawn of Justice. En el podio anual, se ubicó como el tercer mejor estreno de 2025, después de Una película de Minecraft y Lilo & Stitch. En su segundo fin de semana, Superman mantuvo el primer puesto con una recaudación de US$57 millones. La caída fue del 54%, menor que la de otras películas de superhéroes ese año, como Captain America: Brave New World (68%) y Thunderbolts* (56%). Paul Dergarabedian, analista de Comscore, afirmó que esa caída moderada reflejaba una recepción positiva por parte del público.
En el mercado internacional, Superman recaudó aproximadamente US$95 millones en su primer fin de semana, lo que elevó el total global a US$220 millones. Los países con mayor recaudación incluyeron el Reino Unido (US$10 millones), México (US$9 millones), China (US$7 millones), Brasil (US$6 millones), Australia (US$5 millones), Francia, Corea del Sur e India (US$4 millones cada uno), y España y Japón (US$3 millones). El desempeño más débil fuera de Norteamérica, especialmente en China —donde alcanzó solo el cuarto lugar—, se relacionó con las raíces patrióticas del personaje. David A. Gross, de la consultora FranchiseRe, explicó: «Superman siempre se ha identificado como un personaje y una historia profundamente estadounidenses, y en algunas partes del mundo, Estados Unidos no goza de su mejor imagen en este momento».

### Recepción crítica

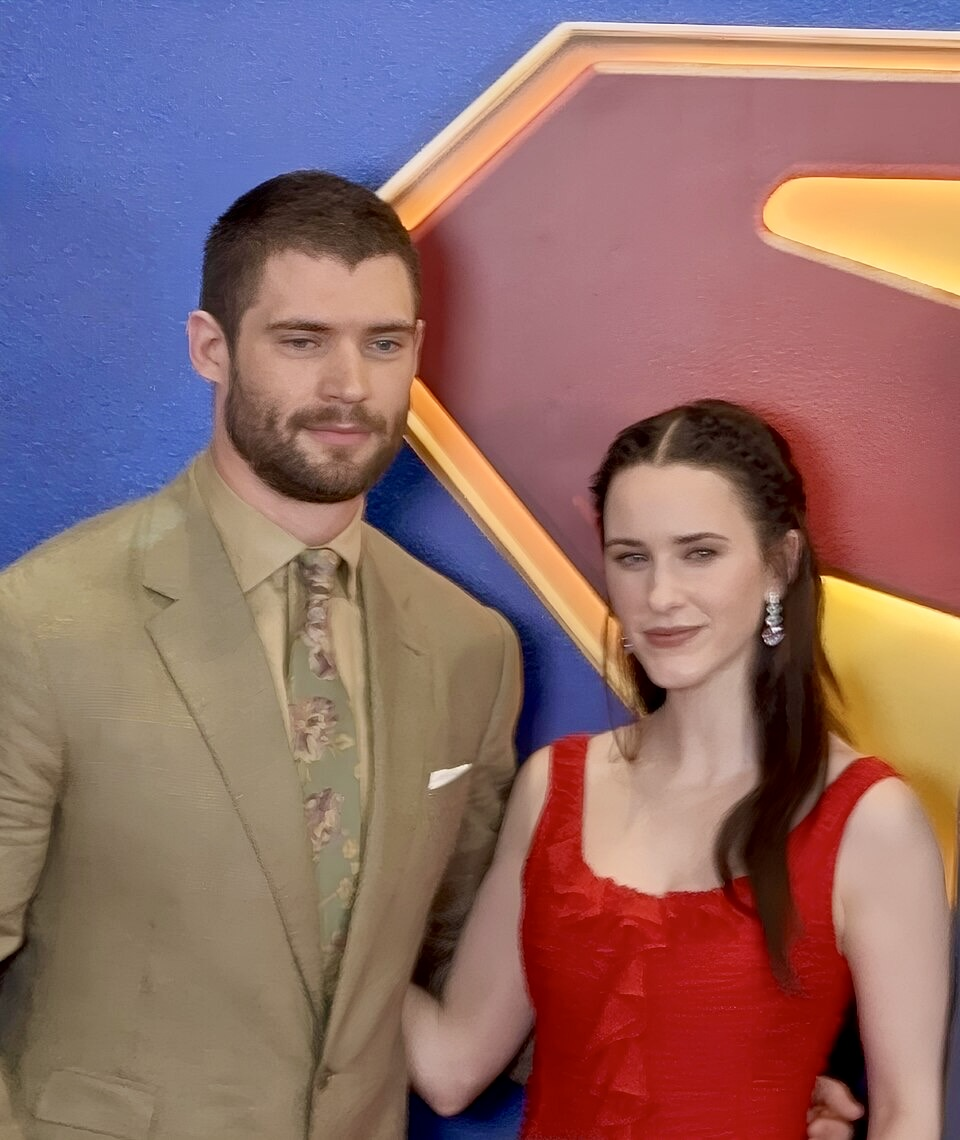
Las estrellas David Corenswet y Rachel Brosnahan en un evento promocional de la película en Manila en junio de 2025.

En el sitio web agregador de reseñas Rotten Tomatoes, el 83% de las 453 críticas reunidas fueron favorables. El consenso señala: «Consigue la hazaña heroica de presentar un nuevo mundo vibrante sin perder de vista la humanidad de su protagonista. Este Superman alza el vuelo como un verdadero Hombre del mañana, pero con los pies bien plantados en la tierra». Metacritic, que asigna un promedio ponderado, le otorgó una puntuación de 68 sobre 100, basada en 58 reseñas, lo que representa una recepción «generalmente favorable». Varios críticos elogiaron el tono ligero, colorido y sincero de la cinta, aunque algunos observaron una sobrecarga de personajes e ideas. Las interpretaciones de Corenswet, Brosnahan y Hoult recibieron comentarios especialmente positivos. El público encuestado por CinemaScore le asignó una calificación de A− en la escala de la A+ a la F, igual que El hombre de acero. En PostTrak, el 86% de los espectadores valoró la película de forma positiva, y el 74% afirmó que la recomendaría sin dudar.
Tom Jorgensen, de IGN, calificó la película con 8 sobre 10 y la describió como «maravillosamente entretenida y conmovedora». Scott Phillips, de Forbes, celebró sus colores vibrantes, el humor y el tono liviano. Trace Sauveur, de AwardsWatch, aplaudió la decisión de evitar tanto una historia de origen como cruces con otras franquicias. Jake Cole, de Slant Magazine, destacó la vigencia del personaje, al considerar que trasciende las modas pasajeras. Cody Dericks, de Next Best Picture, opinó que el elenco fue tan acertado como el de la era de Christopher Reeve. Glen Weldon, de NPR, sostuvo que el filme retrata a un Superman profundamente humano y fiel a su esencia.
Liz Shannon Miller, de Consequence, escribió: «Es una película que no sacrifica a su personaje principal para construir una franquicia. En cambio, celebra los valores que Superman ha representado desde sus inicios». William Bibbiani, de TheWrap, afirmó: «James Gunn se propuso crear una gran película de Superman, una que capturara tanto el asombro que inspira el personaje como su papel de héroe de acción y referente moral, y que encontrara su conflicto en la manera en que los demás responden a su fe en la humanidad. Y lo consiguió». Nicholas Barber, de BBC Culture, le otorgó tres estrellas sobre cinco y observó: «Se necesita audacia para lanzar un taquillazo multimillonario que se percibe como una extravagante película B de ciencia ficción». Alissa Wilkinson, de The New York Times, la calificó como una versión torpe pero encantadora, y la comparó con Iron Man (2008). Owen Gleiberman, de Variety, elogió el elenco y ofreció una crítica positiva. David Crow, de Den of Geek, subrayó que la cinta alcanza una «gracia genuina» cuando se enfoca en la relación entre Lois y Clark.
Entre las opiniones negativas, Peter Bradshaw, de The Guardian, le otorgó dos estrellas sobre cinco y cuestionó tanto la «historia de fondo innecesaria y confusa» como el desenlace, al que describió como «otro final más con una ciudad arrasada por efectos visuales». Sophie Butcher, de Empire, coincidió con la misma calificación. La definió como «atrevida, luminosa y llena de color e imaginación», pero consideró que el acto final cae en un «caos digital», con un cierre insatisfactorio, una revelación poco convincente, un tono inestable y una insistencia en desarrollar tramas y personajes secundarios en detrimento de los protagonistas. Erik Kain, también de Forbes, coincidió con esa valoración y sostuvo que el reparto, demasiado amplio, se ve atrapado en una «trama sobrecargada y desorganizada», con «secuencias de acción aceleradas que dejan escaso espacio para el desarrollo de los personajes». Mark Kermode calificó la película como «tonalmente dispersa» y «caótica», aunque reconoció que ofrece una «diversión inesperada» y, en términos generales, logra ser entretenida.

### Premios
En 2025, Superman fue nominada a la película más esperada en los premios Astra Midseason Movie, y su tráiler «Fight» como mejor avance en los premios Golden Trailer.

## Futuro
En junio de 2025, Gunn reveló que había comenzado a escribir una continuación de Superman, aunque no sería una secuela directa. Tanto Corenswet como Brosnahan firmaron contratos con opción para una posible segunda entrega, pero no se preveía un anuncio cercano tras el estreno del filme en julio. Según The Wall Street Journal, Gunn y Safran aspiraban a producir una nueva cinta de la Liga de la Justicia, destinada a reunir a los personajes más emblemáticos de DC, incluidos Batman y la Mujer Maravilla. Gunn confirmó que dicho equipo formaba parte de su visión integral para el UDC, y Corenswet manifestó entusiasmo ante la idea de liderar ese proyecto como Superman. No obstante, Gunn puntualizó que la Liga de la Justicia aún no existía dentro del universo narrativo. También trascendió que el director contemplaba el desarrollo de series derivadas centradas en figuras secundarias de la película, entre ellas el Mister Terrific de Gathegi y el Jimmy Olsen de Gisondo. El periodista Jeff Sneider afirmó que Gisondo encabezaría una producción para HBO Max enfocada en su personaje, en la cual se introduciría al villano de los cómics Gorilla Grodd dentro del UDC.